# Liste der Biografien/Ds
Liste der Biografien |
Portal Biografien |
Personensuche
# |
A |
B |
C |
D |
E |
F |
G |
H |
I |
J |
K |
L |
M |
N |
O |
P |
Q |
R |
S |
T |
U |
V |
W |
X |
Y |
Z |
?
 
Da |
Db |
Dc |
Dd |
De |
Dg |
Dh |
Di |
Dj |
Dk |
Dl |
Dm |
Dn |
Do |
Dq |
Dr |
Ds |
Du |
Dv |
Dw |
Dy |
Dz
Die Liste der Biografien führt alle Personen auf, die in der deutschsprachigen Wikipedia einen Artikel haben. Dieses ist eine Teilliste mit 269 Einträgen von Personen, deren Namen mit den Buchstaben „Ds“ beginnt.

## Ds

### Dsa
- D’Sa, Francis Xavier (* 1936), indischer Jesuit und Hochschullehrer
- D’Sa, Ian (* 1975), kanadischer GitarristIan D’Sa (* 1975)

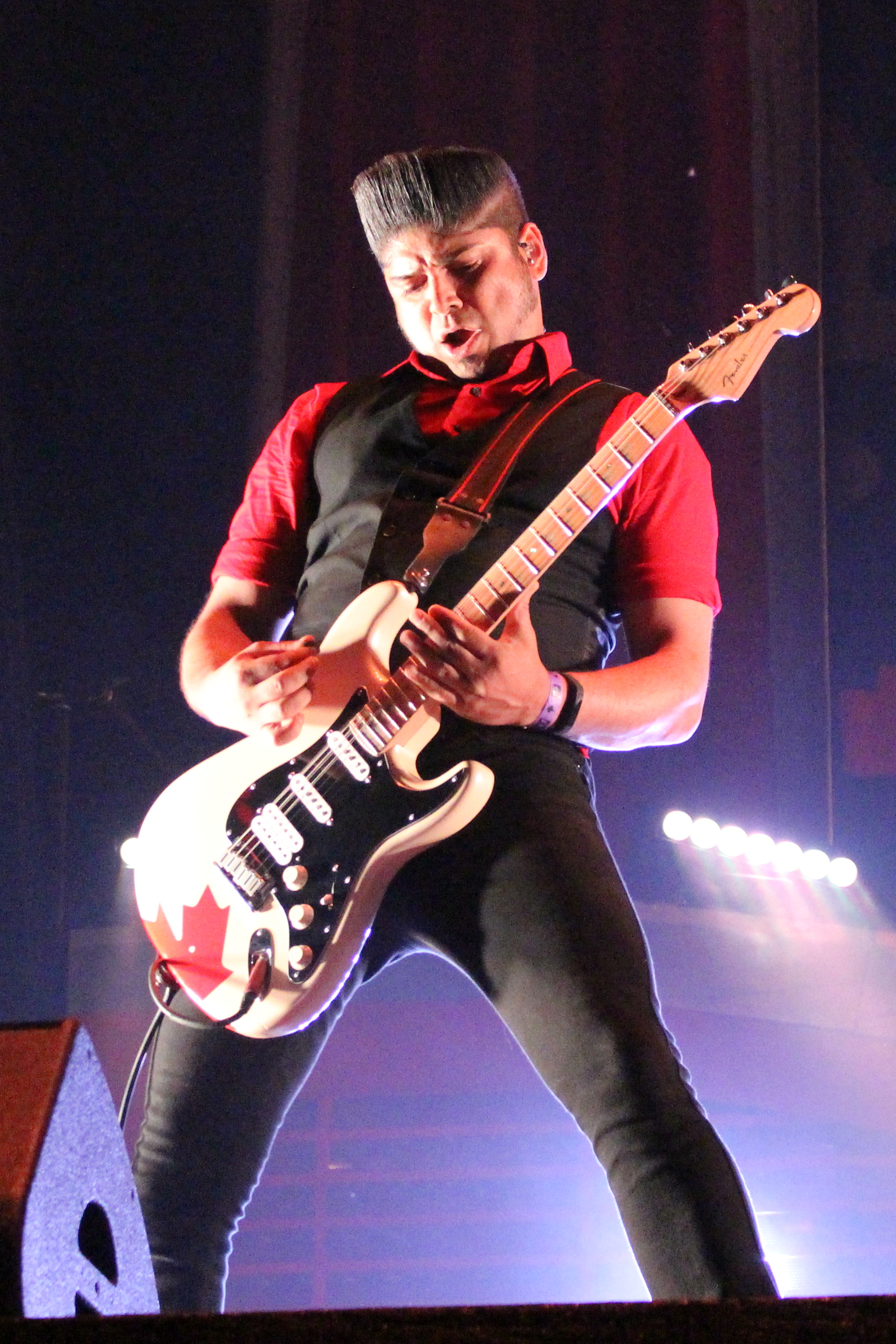
Ian D’Sa (* 1975)

- D’sa, Leroy (* 1953), indischer Badmintonspieler
- Dsagnidse, Nana (* 1987), georgische Schachspielerin
- Dsagojew, Alan Jelisbarowitsch (* 1990), russischer Fußballspieler
- Dsalamidse, Natela (* 1993), russisch-georgische Tennisspielerin
- Dsalamidse, Nika (* 1992), georgischer Fußballspieler
- Dsanabadsar (1635–1723), mongolischer Geistlicher, religiöses Oberhaupt des Lamaismus in der Äußeren Mongolei
- Dsandanschatar, Gombodschawyn (* 1970), mongolischer Politiker (MVP)
- Dsane-Selby, Kofi (1931–2017), ghanaischer Diplomat
- Dsantijew, Kasbek Borissowitsch (1952–2011), nordossetischer Politiker
- Dsarassow, Sawkuds Dsabojewitsch (1930–1990), sowjetischer Ringer

### Dsc
- Dschabalī, ʿAbd al-Wāsiʿ, persischer Dichter und Panegyriker
- Dschaballah, Abdellah (* 1956), islamistischer Politiker
- Dschabari, Ahmed al- (1960–2012), palästinensischer Oberbefehlshaber des militärischen Flügels der Hamas
- Dschabarti, Abd ar-Rahman al- († 1825), somalisch-ägyptischer Gelehrter und Historiker
- Dschabir I. (1772–1859), Regent der königlichen kuwaitischen Al-Sabah-Dynastie
- Dschabir ibn Aflah, spanisch-arabischer Astronom und Mathematiker
- Dschābir ibn Hayyān, persischer Alchemist, Historizität zweifelhaftDschābir ibn Hayyān

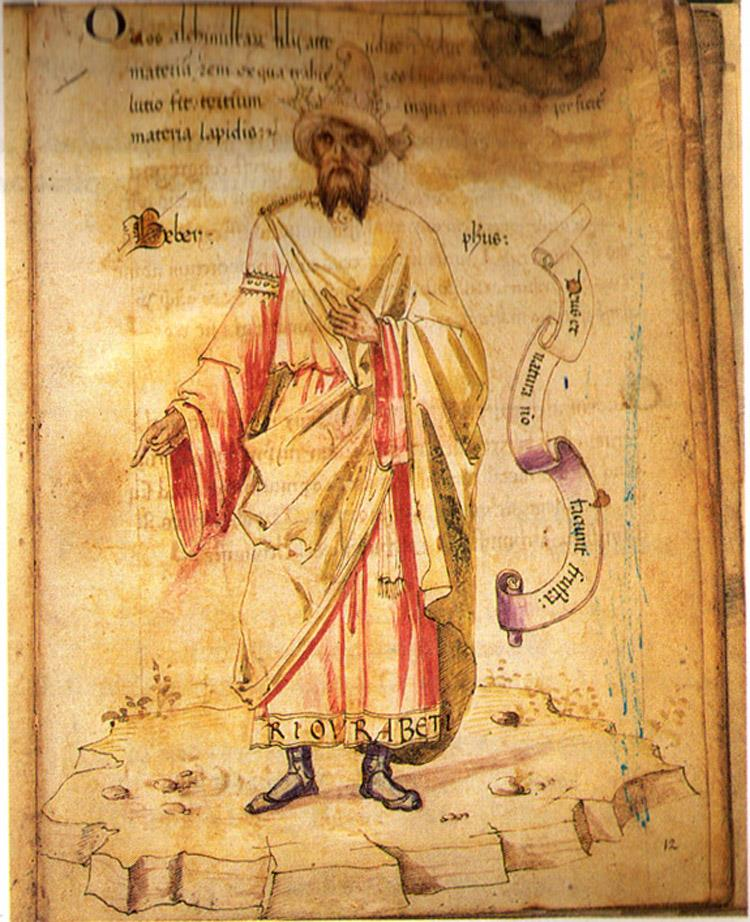
Dschābir ibn Hayyān

- Dschābir ibn Zaid, islamischer Traditionarier und Mufti
- Dschabir, Sami al- (* 1972), saudi-arabischer Fußballspieler
- Dschabiri, Sa'd Allah al- (1893–1947), syrischer Politiker
- Dschabr, Salih (1896–1957), irakischer Politiker
- Dschabra, Dschabra Ibrahim (1920–1994), palästinensischer Schriftsteller
- Dschabrailow, Chamsat Wadudowitsch (1956–2013), sowjetischer Boxer
- Dschabrailow, Mochamed-Emi Said-Emijewitsch (* 1993), russischer Fußballspieler
- Dschabrailow, Rasmi Chalidowitsch (1932–2022), sowjetischer bzw. russischer Schauspieler und Regisseur
- Dschād al-Haqq, Dschād al-Haqq ʿAlī (1917–1996), ägyptischer Großmufti
- Dschaʿd ibn Dirham, al- († 724), Vertreter der Dschabriten im Islam
- Dschadambaa, Nawaandordschiin (1900–1939), mongolischer Politiker, erstes republikanisches Staatsoberhaupt der Mongolei
- Dschadid, Salah († 1993), syrischer Politiker
- Dschafar Abd al-Karim Barzandschi, kurdischer Politiker im Irak
- Dschafar al-Hadschib (* 874), Person des ismailitischen schiitischen Islam, Chronist
- Dschaʿfar as-Sādiq († 765), sechster Imam der Imamiten, Gründer der ersten islamischen Rechtsschule
- Dschaʿfar as-Sādiq ibn Amīr Mufaddal Saif ad-Dīn, ältester Sohn des 53. Dā'ī al-Mutlaq, muslimischer Gelehrter und Autor
- Dschaʿfar ibn Abī Tālib († 629), Gefährte Muhammads
- Dschafar ibn Musa al-Hadi, Prinz der Abbasiden-Dynastie
- Dscha'far ibn Yahya (767–803), Mitglied der Dynastie der Barmakiden und Wesir
- Dschafar Khan, Schah von Persien aus der Dynastie der Zand-Prinzen
- Dschafari, Ibrahim al- (* 1947), irakischer Politiker und Ministerpräsident
- Dschafari, Mohammad Ali (* 1957), iranischer Generalmajor, Kommandeur der iranischen RevolutionsgardeMohammad Ali Dschafari (* 1957)

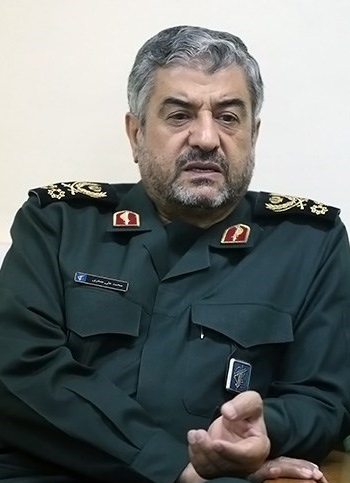
Mohammad Ali Dschafari (* 1957)

- Dschafarow, Sachir Mais Ogly (* 1998), russischer Skispringer
- Dschagarow, Georgi (1925–1995), bulgarischer Politiker und Autor
- Dschahan Schah († 1467), turkmenischer Herrscher der Qara Qoyunlu
- Dschahāngir Chān, Mirzā (1870–1908), iranischer Journalist und Herausgeber
- Dschahangiri, Eshagh (* 1957), iranischer Politiker
- Dschahani, Muhammad al- (* 1974), saudi-arabischer Fußballspieler
- Dschahm ibn Safwān, islamischer Theologe
- Dschaida, Sängersklavin
- Dschaifi, Hamud al- († 1985), jemenitischer Offizier und Politiker
- Dschaiyānī, Ibn Muʿādh al-, arabischer Astronom und Mathematiker
- Dschakow, Emil (1908–1978), bulgarischer Physiker
- Dschakybalijew, Maksat (* 2000), kirgisischer Fußballspieler
- Dschalabi, Ahmad al- (1944–2015), irakischer Mathematikprofessor und Politiker
- Dschalal ad-Din, letzter Herrscher der Choresm-Schahs
- Dschalal ad-Din Hassan († 1221), Person des ismailitischen schiitischen Islam, Imam der Ismailiten
- Dschalali, Mohammad Ghazi al (* 1969), syrischer Bauingenieur und Politiker
- Dschalawi, Ali al- (* 1975), bahrainischer Dichter
- Dschalbaa, Büdschiin (* 1942), mongolischer Eisschnellläufer
- Dschalidow, Gasimagomed (* 1995), spanischer Boxer
- Dschalili, Said (* 1965), iranischer Politiker und DiplomatSaid Dschalili (* 1965)

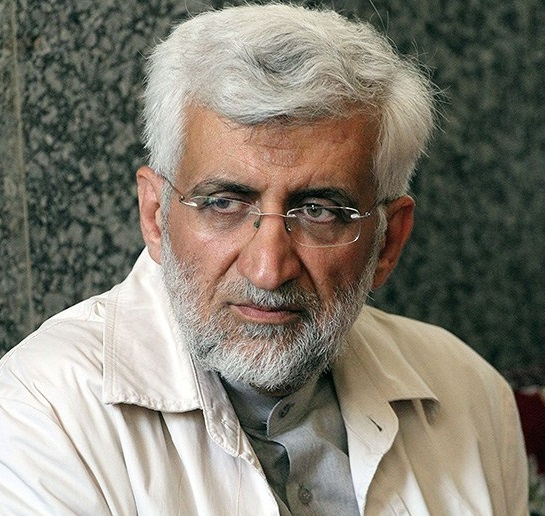
Said Dschalili (* 1965)

- Dschalilowa, Alla Gajewna (1908–1992), russische Tänzerin (Ballerina) und Solistin des Bolschoi-Theaters
- Dschallud, Abd as-Salam (* 1944), libyscher Politiker, Premierminister von Libyen (1972–1977)
- Dscham, Mahmud (1884–1969), iranischer Politiker und Diplomat
- Dschamal ad-Din Muhammad († 1140), Emir von Damaskus
- Dschamal al-Fadl (* 1963), sudanesischer Unterstützer von Osama bin Laden
- Dschamal, Arsala (1966–2013), afghanischer Politiker und Provinzgouverneur
- Dschamaludinow, Kamil Alijewitsch (* 1979), russischer Boxer
- Dschamalzade, Mohammad Ali (1892–1997), iranischer Autor und Jurist
- Dschamanowa, Rosa Umbetowna (1928–2013), sowjetische bzw. kasachische Sopranistin und Hochschullehrerin
- Dschambaldschamts, Sainbajaryn (* 1996), mongolischer Radrennfahrer
- Dschambaski, Angel (* 1979), bulgarischer Politiker der IMRO – Bulgarische Nationale Bewegung
- Dschambasow, Kanjo (* 1911), bulgarischer Radrennfahrer
- Dschambekow, Umar (* 1997), österreichischer Boxer tschetschenischer Herkunft
- Dschamgan, Chastyn (* 1950), mongolischer Boxer
- Dschamgarow, Andrei (1967–2023), sowjetisch-aserbaidschanischer lutherischer Theologe, Bischof der ELKER
- Dschāmi (1414–1492), persischer Dichter und Mystiker
- Dschami, Ali (* 1998), russischer E-Sportler
- Dschamīl ibn Maʿmar (659–701), arabischer Dichter
- Dschamil, Qadri (* 1952), syrischer Politiker und Ökonom
- Dschamīla († 720), medinensische Qiyān-Sängerin, -Musikerin und -Dichterin
- Dschamsrangiin, Öldsii-Orschich (1967–2019), mongolischer Radrennfahrer
- Dschanabergenow, Jerdos, kasachischer Boxer
- Dschanagulow, Talant (* 1989), kirgisischer Judoka
- Dschanah ad-Daula († 1103), Atabeg von Homs
- Dschanajew, Soslan Totrasowitsch (* 1987), russischer Fußballspieler
- Dschanaschia, Simon (1900–1947), georgischer Historiker
- Dschanelidse, Iustin Iwlianowitsch (1883–1950), sowjetischer Chirurg
- Dschanelidse, Micheil (* 1981), georgischer Politiker
- Dschani Beg († 1357), Khan der Goldenen Horde
- Dschanibekow, Wladimir Alexandrowitsch (* 1942), sowjetischer Kosmonaut
- Dschannābī, Abū Saʿīd al- († 913), Missionar der Ismailiten und Begründer das Qarmatenstaates in al-Hasa und Bahrain
- Dschannati, Ahmad (* 1927), iranischer Ajatollah und PolitikerAhmad Dschannati (* 1927)

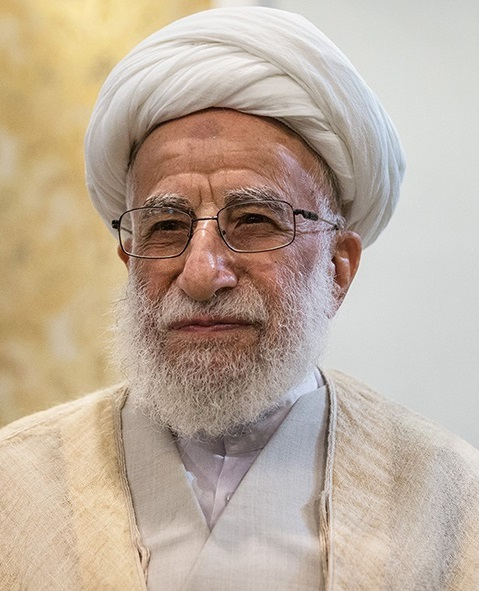
Ahmad Dschannati (* 1927)

- Dschannati, Ali (* 1949), iranischer Politiker und Diplomat
- Dschanojan, Dschanik (1928–2010), sowjetischer bzw. armenischer Politiker und Manager
- Dschanpoladjan, Hripsime (1918–2004), armenisch-sowjetisch-russische Orientalistin, Archäologin und Historikerin
- Dschantöschew, Kassymaly (1904–1968), kirgisischer Schriftsteller und Dramatiker
- Dschantsanchorloo, Mendbajaryn (* 1944), mongolischer Sportschütze
- Dschanuzakow, Törökul (1893–1921), sowjetischer Politiker
- Dschaparow, Akylbek (* 1964), kirgisischer Politiker
- Dschaparow, Sadyr (* 1968), kirgisischer Politiker und StaatspräsidentSadyr Dschaparow (* 1968)

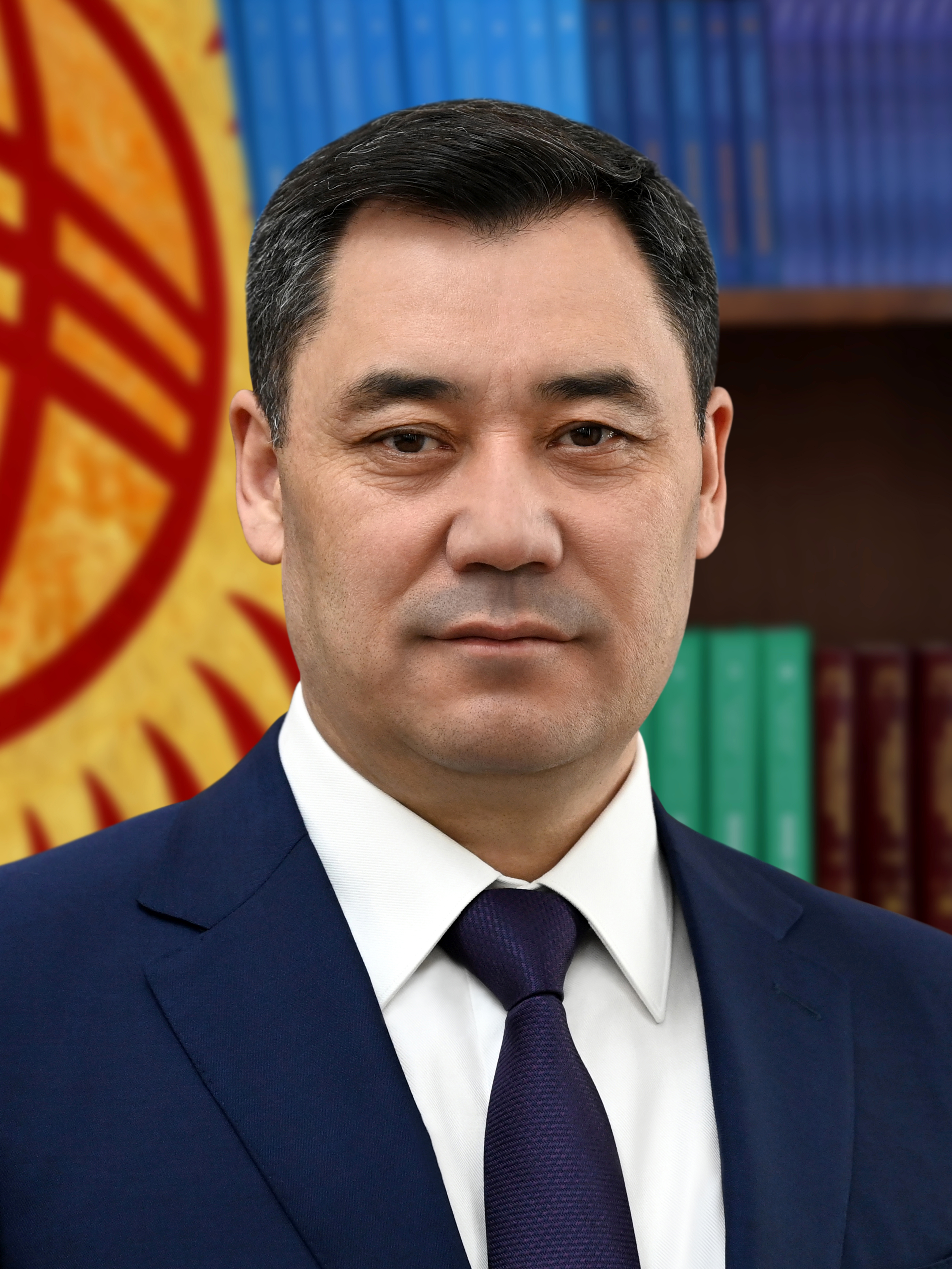
Sadyr Dschaparow (* 1968)

- Dschaparowa, Emine (* 1983), ukrainische Politikerin und Journalistin
- Dschaqmaq (1373–1453), Sultan der Mamluken in Ägypten (1438–1453)
- Dscharadat, Hanadi (1975–2003), palästinensische Selbstmordattentäterin
- Dscharadat, Yazid (* 1994), jordanischer E-Sportler
- Dscharba, Ahmad al- (* 1969), syrischer Politiker
- Dschardscharai, al- († 1045), Wesir der Fatimiden (1028–1045)
- Dschargalsaichan, Luwsandagwyn (* 1959), mongolischer Radrennfahrer
- Dscharrar, Chalida (* 1963), palästinensische Politikerin (PFLP)
- Dschasrai, Puntsagiin (1933–2007), mongolischer Politiker
- Dschassās, al- (917–981), hanafitischer Gelehrter
- Dschaudhar al-Ustadh († 973), Sklave und Hofminister der Fatimiden
- Dschauhar as-Siqillī († 992), Heerführer der Fatimiden
- Dschauhari, al-Abbas ibn Said al-, Mathematiker und Astronom in Bagdad
- Dschawachischwili, Giwi (1912–1985), georgischer Politiker
- Dschawachischwili, Iwane (1876–1940), georgischer Historiker
- Dschawachischwili, Lela (* 1984), georgische Schachspielerin
- Dschawachischwili, Micheil (1880–1937), georgischer Schriftsteller
- Dschawād, Muhammad al- (811–835), neunter Imam nach dem Glauben der Zwölferschiiten (Imamiten)
- Dschawwānī, al- (1131–1202), arabischer Genealoge und Historiker
- Dschaza'iriya, Warda al- (1939–2012), algerische SängerinWarda al-Dschaza'iriya (1939–2012)

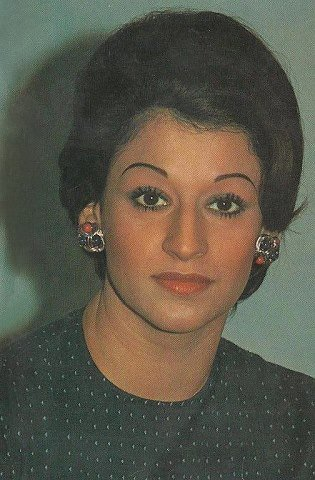
Warda al-Dschaza'iriya (1939–2012)

- Dschazuli, Mohammed al- (1404–1465), marokkanischer Sufi
- Dschebrailow, Achmedija (1920–1994), sowjetischer Militär, Partisan und Führer der Französischen Résistance
- Dscheenbekow, Assylbek (* 1963), kirgisischer Politiker
- Dscheenbekow, Sooronbai (* 1958), kirgisischer Politiker
- Dschekermisch († 1106), Statthalter (Atabeg) von Mossul
- Dschelepow, Boris Sergejewitsch (1910–1998), russischer Kernphysiker und Hochschullehrer
- Dschelepow, Wenedikt Petrowitsch (1913–1999), russischer Physiker
- Dscheljal, Nariman (* 1980), krimtatarischer Aktivist und Diplomat
- Dschemal, Geidar Dschachidowitsch (1947–2016), russisch-islamischer Revolutionär, Sozialaktivist, Philosoph und Poet
- Dschemal, Orhan Geidarowitsch (1966–2018), russischer Journalist und Autor
- Dschemiljew, Mustafa Abduldschemil (* 1943), ukrainischer Politiker und Vorsitzende der Nationalen Versammlung der Krim-Tataren
- Dschergenija, Anri (1941–2020), abchasischer Politiker
- Dschibril ar-Radschub (* 1953), palästinensischer PolitikerDschibril ar-Radschub (* 1953)

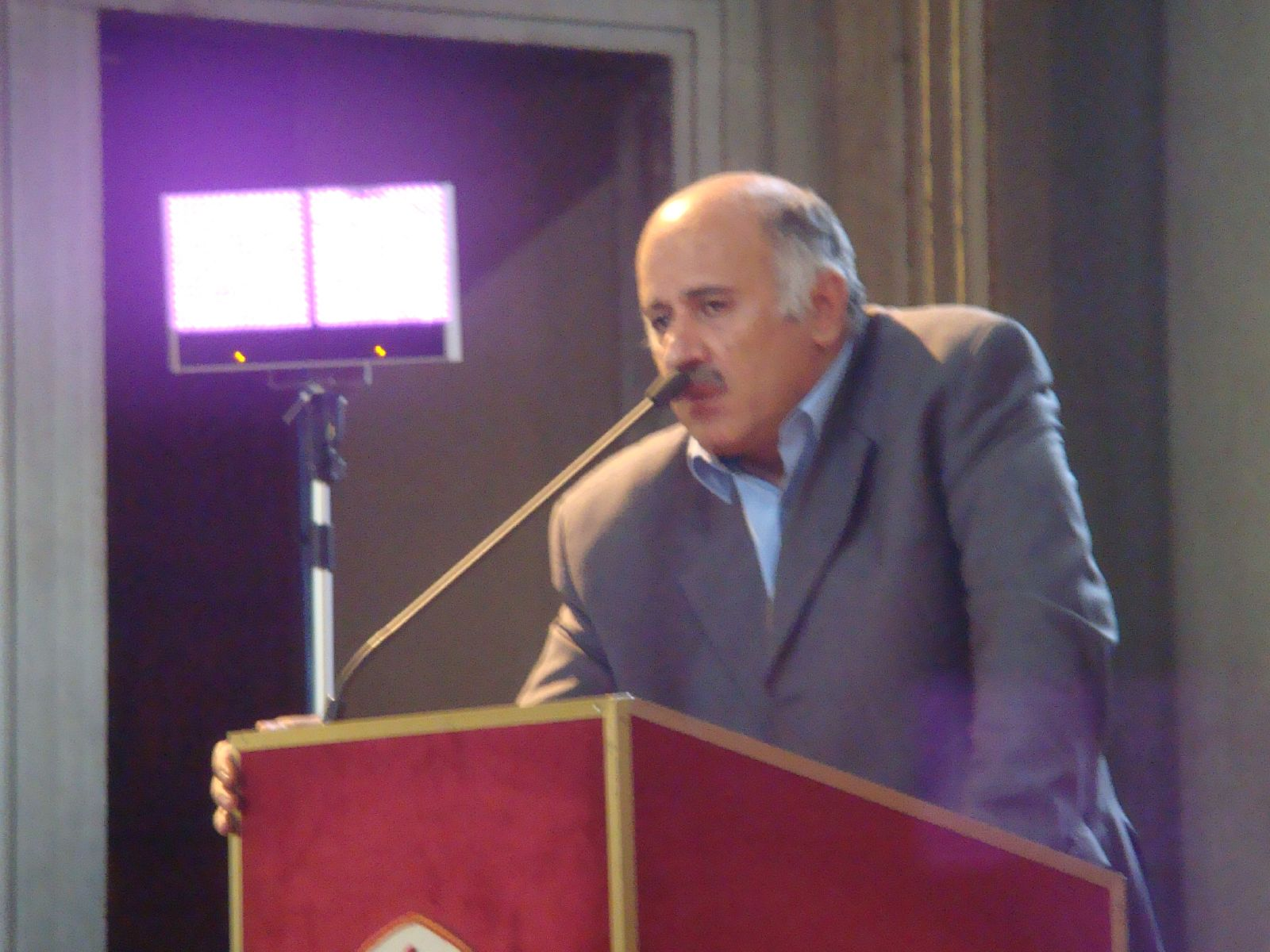
Dschibril ar-Radschub (* 1953)

- Dschibrīl ibn ʿUmar, Usūl-Gelehrter
- Dschibril, Ahmad (1938–2021), Palästinenserführer
- Dschibril, Mahmud (1952–2020), libyscher Politiker
- Dschiburi, Abid Mutlaq al-, stellvertretender Ministerpräsident des Irak
- Dschidschischwili, Surab (* 1973), georgischer Skirennläufer
- Dschifri, Habib Ali al- (* 1971), saudi-arabischer Gründer und Leiter der Tabah Foundation (2005), Vereinigte Arabische Emirate
- Dschigarchanjan, Armen (1935–2020), armenischer Schauspieler
- Dschigdschiddschaw, Tsengeltiin (1894–1933), mongolischer Staatsführer
- Dschigdschidiin, Mönchbat (1941–2018), mongolischer Ringer
- Dschigurda, Nikita Borissowitsch (* 1961), ukrainischer und russischer Schauspieler, Sänger, Szenarist, Synchronsprecher und Regisseur
- Dschikija, Georgi Tamasowitsch (* 1993), russischer Fußballspieler
- Dschingarowa, Emilija (* 1978), bulgarische Schachspielerin
- Dschingis Khan († 1227), hochmittelalterlicher Khagan der MongolenDschingis Khan († 1227)

Dschingis Khan († 1227)

- Dschingkim (1243–1286), mongolischer Kronprinz
- Dschiojew, Inal Grigorjewitsch (* 1969), russischer Fußballspieler
- Dschiojew, Murat Kusmitsch (* 1955), südossetischer Politiker und Außenminister der Republik Südossetien
- Dschiojewa, Alla Alexandrowna (* 1949), südossetische Politikerin
- Dschiwondow, Ilija (* 1978), bulgarischer Sprinter und Hürdenläufer
- Dschobawa, Baadur (* 1983), georgischer Schachmeister
- Dschochadse, Anri (* 1980), georgischer Popsänger
- Dschodschua, Dawit (* 1989), georgischer Schachspieler
- Dscholdoschewa, Dschyldyskan (* 1960), kirgisische Politikerin
- Dscholdoschewa, Lunara Tschatkalbekowna (* 1978), kirgisische Juristin
- Dscholomanow, Mussulman (* 1997), kirgisischer Mittelstreckenläufer
- Dschonew, Spas (1927–1966), bulgarischer Schauspieler
- Dschonew, Trifon (1928–2013), bulgarischer Schauspieler und Sänger
- Dschordschadse, Nana (* 1948), georgische Filmregisseurin
- Dschordschadse, Nino (1884–1968), georgische Krankenschwester und Fotografin
- Dschorow, Angel (* 2001), bulgarischer Eishockeyspieler
- Dschötschi (1183–1227), ältester Sohn von Dschingis Khan
- Dschrbaschjan, Mchitar (1918–1994), sowjetischer und armenischer Mathematiker
- Dschubbā'ī, Abū ʿAlī al- (849–916), Koranexeget
- Dschuda, Nasir (* 1961), jordanischer Politiker
- Dschugaschwili, Bessarion († 1909), Vater Stalins
- Dschugaschwili, Galina Jakowlewna (1938–2007), russische Übersetzerin
- Dschugaschwili, Jakow Iossifowitsch (1907–1943), ältester Sohn StalinsJakow Iossifowitsch Dschugaschwili (1907–1943)

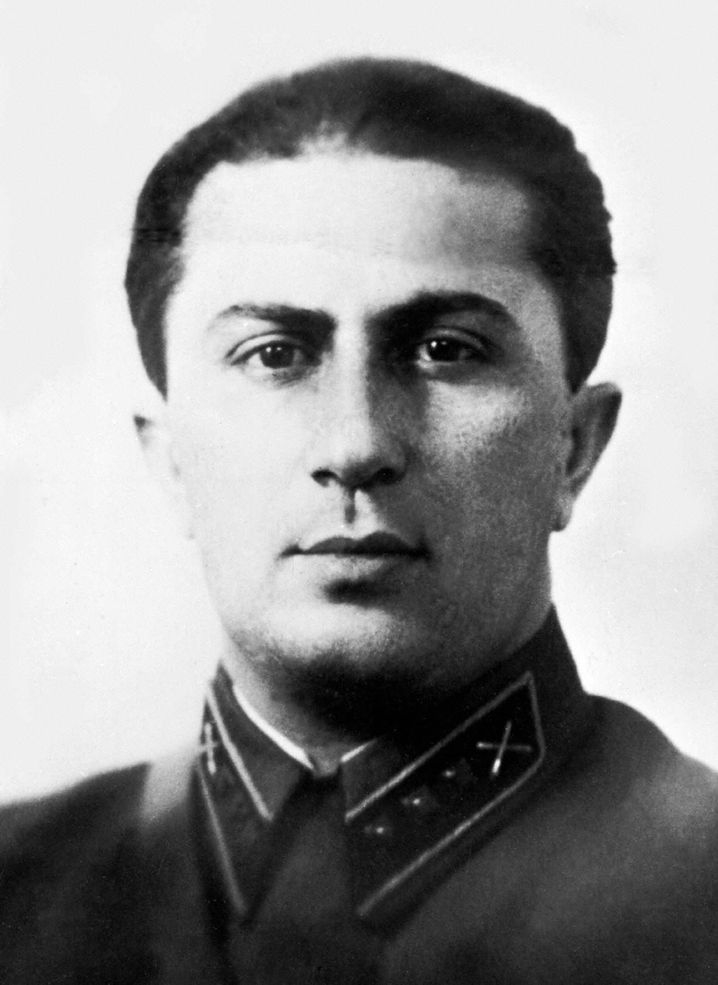
Jakow Iossifowitsch Dschugaschwili (1907–1943)

- Dschugaschwili, Jewgeni Jakowlewitsch (1936–2016), russischer Offizier
- Dschügderdemidiin, Gürragtschaa (* 1947), mongolischer Kosmonaut, Pilot, mongolischer Politiker
- Dschugeli, Medea (1925–2016), sowjetische Turnerin
- Dschuharjan, Wahan (* 1978), armenischer Ringer
- Dschuhi, Raid (* 1970), irakischer Richter
- Dschukajew, Rassul Magomedowitsch (* 1984), russischer Ringer
- Dschulfalakjan, Arsen (* 1987), armenischer Ringer
- Dschulfalakjan, Lewon (* 1964), sowjetischer Ringer
- Dschullanar, Sängersklavin
- Dschulnigg, Peter (1943–2011), Schweizer römisch-katholischer Theologe
- Dschumʿa, Abdallah (* 1941), saudischer Unternehmer
- Dschumʿa, ʿAlī (* 1952), ägyptischer Großmufti
- Dschumaa, Saad (1916–1979), jordanischer Politiker
- Dschumagulow, Apas (* 1934), kirgisischer Politiker, Diplomat und ehemaliger Premierminister
- Dschumalijew, Salamat (* 1989), kirgisischer Biathlet
- Dschumanasarow, Satymkul (1951–2007), kirgisischer Marathonläufer
- Dschumanasarowa, Meerim (* 1999), kirgisische Ringerin
- Dschumblat, Kamal (1917–1977), libanesischer Politiker
- Dschumblat, Walid (* 1949), libanesischer PolitikerWalid Dschumblat (* 1949)

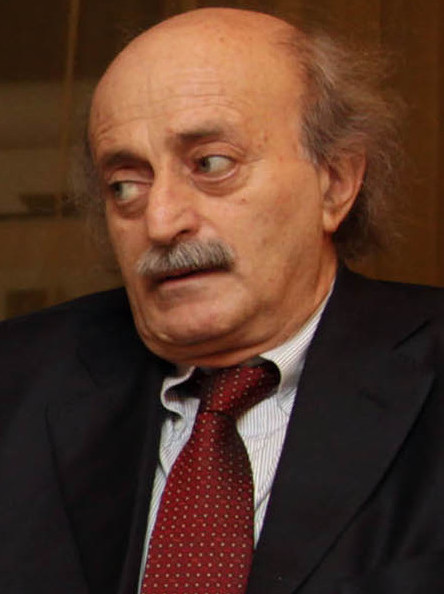
Walid Dschumblat (* 1949)

- Dschuna (1949–2015), russische Astrologin und Geistheilerin
- Dschunaid, al- († 910), persischer Mystiker
- Dschunaid, Scheich († 1460), Führer des militanten schiitischen Safawiyyaordens und Großvater Schah Ismails I. von Persien
- Dschunkowskaja, Galina Iwanowna (1922–1985), sowjetische Pilotin
- Dschurdschānī, ʿAlī ibn Muhammad al- († 1413), persischer islamischer Theologe
- Dschurow, Dobri (1916–2002), bulgarischer Politiker
- Dschussojew, Konstantin (* 1967), südossetischer Politiker und Premierminister
- Dschuwaili, Usama al- (* 1961), libyscher Politiker
- Dschuwainī, al- (1028–1085), schafiitischer Rechtsgelehrter und aschʿaritischer Theologe
- Dschuzdschani, al-, persischer Arzt, Schüler und Biograph Avicennas
- Dschyhalowa, Ljudmyla (* 1962), ukrainische Sprinterin
- Dschyhera, Aljaksandr (* 1996), belarussischer Fußballspieler
- Dschyma, Julija (* 1990), ukrainische Biathletin
- Dschyma, Walentyn (* 1965), ukrainischer Biathlet

### Dse
- Dsehalewitsch, Kazjaryna (* 1986), belarussische Tennisspielerin
- Dsejnitschenka, Zimafej (* 1986), belarussischer Ringer
- Dserbjanjou, Wital (1976–2022), belarussischer Gewichtheber
- Dserhatschou, Aljaksandr (* 1990), belarussischer Leichtathlet
- Dsewjatouski, Wadsim (* 1977), belarussischer Hammerwerfer

### Dsg
- Dsgojew, Taimuras Aslanbekowitsch (* 1961), sowjetischer Ringer

### Dsh
- D’Shon Collins, Rickey (* 1983), US-amerikanischer Synchronsprecher und Schauspieler
- Dshunussow, Daniar (* 1986), deutscher Eishockeytorwart

### Dsi
- Dsidsiguri, Medea (1942–1999), georgische Sängerin
- Dsidsiguri, Schota (1911–1994), georgischer und sowjetischer Linguist
- Dsik, Pawel (* 1998), belarussischer Freestyle-Skier
- D’Silva, Allwyn (* 1948), indischer römisch-katholischer Geistlicher, emeritierter Weihbischof in Bombay
- D’Silva, Amancio (1936–1996), indischer Jazzmusiker und Komponist
- D’Silva, Joseph (1932–2006), indischer Geistlicher, Bischof von Bellary
- Dsiow, Witali Tamerlanowitsch (* 1993), russisch-georgischer Eishockeyspieler
- Dsis, Heorhij (1926–2003), ukrainischer Ökonom und Politiker

### Dsj
- Dsjabelka, Dsmitryj (1976–2022), belarussischer Ringer
- Dsjahilewa, Tanja (* 1991), belarussisches ModelTanja Dsjahilewa (* 1991)

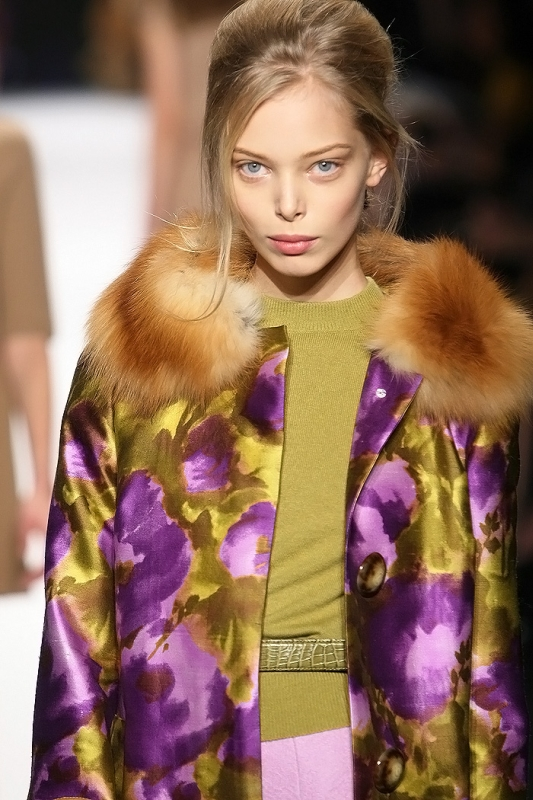
Tanja Dsjahilewa (* 1991)

- Dsjaloschinski, Igor Jechijeljewitsch (1931–2021), russischer Physiker
- Dsjamahin, Sjarhej (* 1986), belarussischer Eishockeyspieler
- Dsjamidsik, Karyna (* 1999), belarussische Hochspringerin
- Dsjamjanka, Antonij (* 1960), belarussischer Geistlicher, Weihbischof in Minsk-Mahiljou, Bischof von Pinsk
- Dsjamjaschkewitsch, Sjarhej (* 1966), sowjetischer bzw. belarussischer Ringer
- Dsjamkou, Arzjom (* 1989), belarussischer Eishockeyspieler
- Dsjanissau, Uladsimir (* 1984), belarussischer Eishockeyspieler
- Dsjapschipa, Nijasbei Alexandrowitsch (1927–1993), sowjetischer Fußballspieler
- Dsjuba, Artjom Sergejewitsch (* 1988), russischer FußballspielerArtjom Sergejewitsch Dsjuba (* 1988)

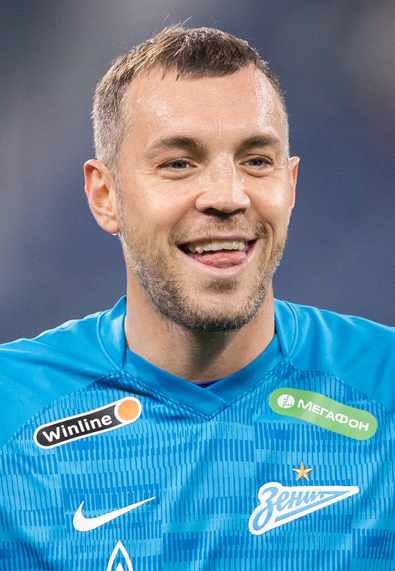
Artjom Sergejewitsch Dsjuba (* 1988)

- Dsjuba, Irina Jurjewna (* 1980), russische Turnerin und Olympiasiegerin
- Dsjuba, Iwan (1931–2022), ukrainischer Literaturkritiker, sozialer Aktivist, Dissident und Politiker
- Dsjubin, Dsmitryj (* 1990), belarussischer Geher
- Dsjurach, Bohdan (* 1967), ukrainischer Geistlicher, ukrainisch griechisch-katholischer Exarch für Deutschland und Skandinavien

### Dsm
- Dsmitruk, Kryszina (* 2003), belarussische Tennisspielerin
- Dsmitruk, Uladsimir (* 1987), belarussischer Opernsänger (Tenor)

### Dsn
- Dsneladse, Roman (1933–1966), sowjetisch-georgischer Ringer

### Dso
- Dsoldsajaa, Mönchbaataryn (* 1988), mongolischer Badmintonspieler
- Dsorig, Gombyn (* 1945), mongolischer Boxer
- Dsorig, Sandschaasürengiin (1962–1998), mongolischer Politiker
- D’Souza, Aaron (* 1992), indischer Schwimmer
- D’Souza, Albert (* 1945), indischer Geistlicher, emeritierter römisch-katholischer Erzbischof von Agra
- D’Souza, Albert Vincent (1904–1977), indischer Geistlicher, römisch-katholischer Erzbischof von Kalkutta
- D’Souza, Aloysius Paul (* 1941), indischer Geistlicher und emeritierter römisch-katholischer Bischof von Mangalore
- D’Souza, Alphonsus (1939–2016), indischer Ordensgeistlicher und römisch-katholischer Bischof von Raiganj
- D’Souza, Andrew (* 1994), kanadischer Badmintonspieler
- D’Souza, Andrew Alexis (1889–1980), indischer römisch-katholischer Geistlicher, Bischof von Poona
- D’Souza, Arun (* 1978), indischer Hindernisläufer
- D’Souza, Basil Salvadore (1926–1996), indischer Geistlicher, Bischof von Mangalore
- D’Souza, Dinesh (* 1961), indischstämmiger US-amerikanischer Autor, Filmemacher und konservativer politischer KommentatorDinesh D’Souza (* 1961)

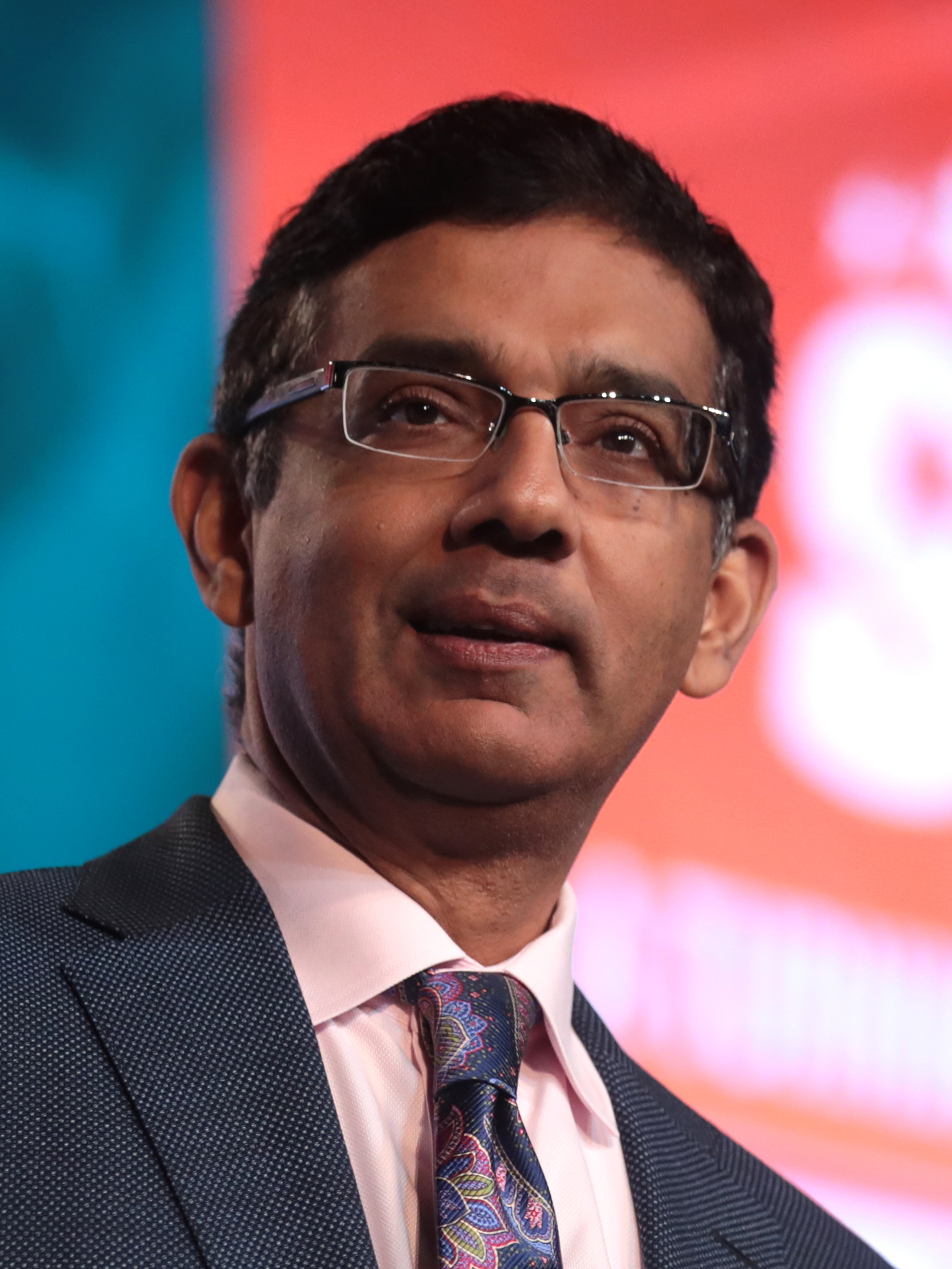
Dinesh D’Souza (* 1961)

- D’Souza, Eugene Louis (1917–2003), indischer Priester und Erzbischof von Bhopal
- D’Souza, Frances, Baroness D’Souza (* 1944), britische Wissenschaftlerin und Politikerin
- D’Souza, Frederick (1934–2016), indischer Geistlicher und römisch-katholischer Bischof von Jhansi
- D’Souza, Genelia (* 1987), indische Bollywood-Schauspielerin und ModelGenelia D’Souza (* 1987)

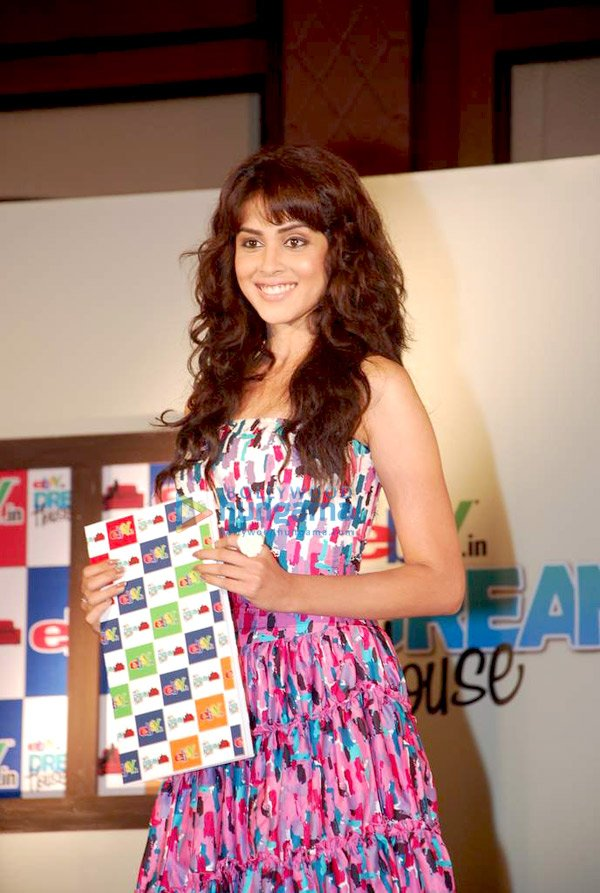
Genelia D’Souza (* 1987)

- D’Souza, Henry (* 1949), indischer Geistlicher, römisch-katholischer Bischof von Bellary
- D’Souza, Henry Sebastian (1926–2016), indischer Geistlicher und römisch-katholischer Erzbischof von Kalkutta
- D’Souza, Ignatius (* 1964), indischer Geistlicher, römisch-katholischer Bischof von Bareilly
- D’Souza, Ignatius Salvador (1912–1986), indischer Geistlicher, römisch-katholischer Bischof von Baroda
- D’Souza, Leobard (1930–2005), indischer Geistlicher, römisch-katholischer Erzbischof von Nagpur, Indien
- D’Souza, Patrick Paul (1928–2014), indischer Geistlicher, römisch-katholischer Bischof von Varanasi
- D’Souza, Pius Thomas (* 1954), indischer Geistlicher, emeritierter römisch-katholischer Bischof von Ajmer
- D’Souza, Raphael (* 1991), deutscher Schauspieler
- D’Souza, Rena (* 1955), indische Zahnärztin, Humanbiologin und Leiterin des National Institute of Dental and Craniofacial Research
- D’Souza, Thomas (* 1950), indischer Geistlicher, römisch-katholischer Erzbischof von Kalkutta
- D’Souza, Thomas (* 1970), indischer römisch-katholischer Geistlicher, Bischof von Vasai
- D’Souza, Valerian (1933–2020), indischer Geistlicher und römisch-katholischer Bischof von Poona
- D’Souza, William (* 1946), indischer Ordensgeistlicher und römisch-katholischer Erzbischof von Patna
- D’Souza-Krone, Lucy (* 1949), aus Indien stammende Malerin

### Dsy
- Dsyndsyruk, Serhij (* 1976), ukrainischer Boxer